# Bad Influence (film, 2025)
Pour les articles homonymes, voir Bad Influence (film, 1990).
Pour plus de détails, voir Fiche technique et Distribution.
Bad Influence (Mala influencia) est un film dramatique romantique espagnol écrit et réalisé par Chlóe Wallace et sorti en 2025. 
Le film est le premier long métrage de la réalisatrice, qui l'a co-écrit avec Diana Muro. Le scénario est basé sur le roman du même nom de l'auteur valencien anonyme « Teenspirit », qui a été initialement publié sur Wattpad en 2017 et adapté au format physique par Penguin Random House en 2021,.
Il met en vedette Eléa Rochera et Alberto Olmo. Il est sorti dans les salles espagnoles le 24 janvier 2025, sous la distribution de Tripictures. 

## Synopsis
Reese Russell (Eléa Rochera) est une jeune de famille riche, accoutumée au confort et la sécurité. Cependant, sa vie est menacée lorsqu'elle commence à recevoir des menaces anonymes et à vivre des événements étranges qui la mettent en danger. Malgré son courage et sa détermination, elle se sent vulnérable face à ces événements qui déstabilisent son quotidien et la forcent à repenser sa perception du monde qui l'entoure. C'est alors que son père, Bruce Russell (Enrique Arce), décide de trouver un emploi de garde du corps pour un jeune ex-détenu nommé Eros Douglas (Alberto Olmo).

## Fiche technique
Sauf indication contraire, les informations mentionnées dans cette section peuvent être confirmées par la base de données cinématographiques IMDb,  présente dans la section « Liens externes ».
- Titre original : Mala influencia
- Titre français : Bad Influence
- Réalisation : Chlóe Wallace
- Scénario : Chlóe Wallace, Diana Muro, adapté d'un roman de Teenspirit
- Photographie : Beatriz Sastre
- Montage : Mario Maroto
- Musique : Pedro Merchán Correas
- Production :
- Sociétés de production :
- Pays de production : Espagne
- Langue originale : espagnol
- Format : couleur
- Genre : drame
- Durée : 106 minutes
- Dates de sortie[6] :
  - Espagne : 2025

## Distribution
Sauf indication contraire, les informations mentionnées dans cette section peuvent être confirmées par la base de données cinématographiques IMDb,  présente dans la section « Liens externes ».
- Alberto Olmo : Eros Douglas[2]
- Eléa Rochera : Reese Russell[2]
- Enrique Arce : Bruce Russell[2]
- Mirela Balić : Peyton[2]
- Sara Ariño : Lily[2]
- Farid Bechara : Diego[2]
- Fernando Fraga : Raúl[2]
- Mar Isern : Karol[2]
- Selam Ortega : Bárbara[2]
- Clara Chaín : Ariadna[2]
- María José Mariscal : Carmela
- Einar Haraldsson : Ron

## Production

### Développement
Le scénario de Mala influencia est écrit par Chloé Wallace et Diana Muro, la première étant également chargée de réaliser son premier film.Le budget total du film est de 4,8 millions d'euros, dont 1,2 million d'euros provenant du financement général de l'ICAA. Il bénéficie également du soutien de Netflix et de la Generalitat Valencianade Netflix et la Généralité valencienne (Generalitat Valencienne).

### Tournage
Le tournage a eu lieu dans différents lieux de la Communauté valencienne, profitant des paysages urbains et ruraux pour renforcer le sentiment d'isolement et de méfiance dans le récit.

### Musique
Le thème principal de la bande sonore est interprété par la chanteuse de Saragosse Naiara Moreno (es).

## Lancement
En décembre 2024, Tripictures a programmé la sortie en salles de Mala influencia pour le 24 janvier 2025.  

## Récompenses et distinctions
Sauf indication contraire, les informations mentionnées dans cette section peuvent être confirmées par la base de données cinématographiques IMDb,  présente dans la section « Liens externes ».
- « Mala influencia » ((en) récompenses), sur l'Internet Movie Database (consulté le 16 mai 2025)